# Wulften am Harz
Wulften am Harz ist eine Gemeinde der Samtgemeinde Hattorf am Harz im Landkreis Göttingen in Niedersachsen (Deutschland).

## Geografie

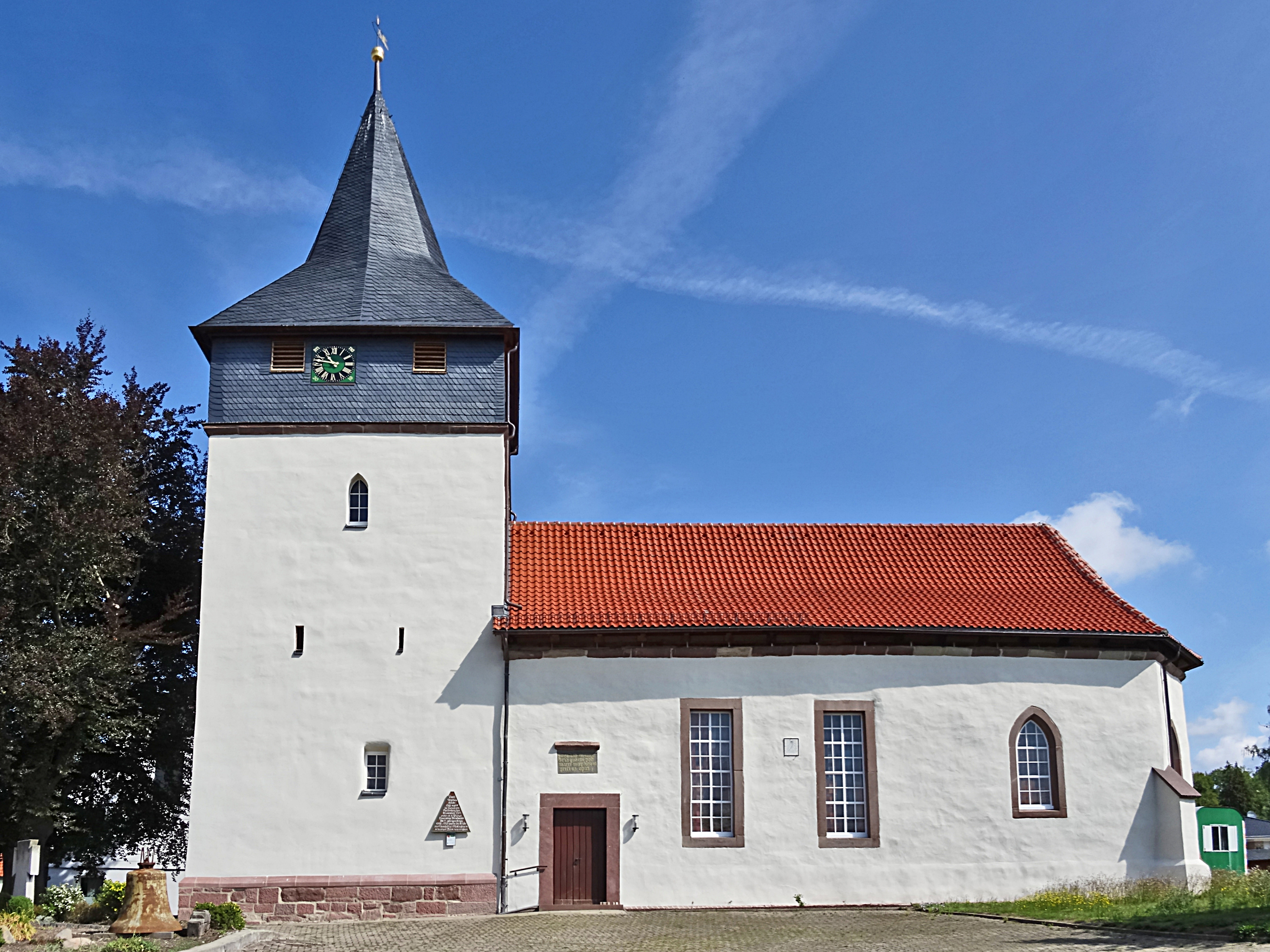
Ev. St.-Aegidien-Kirche

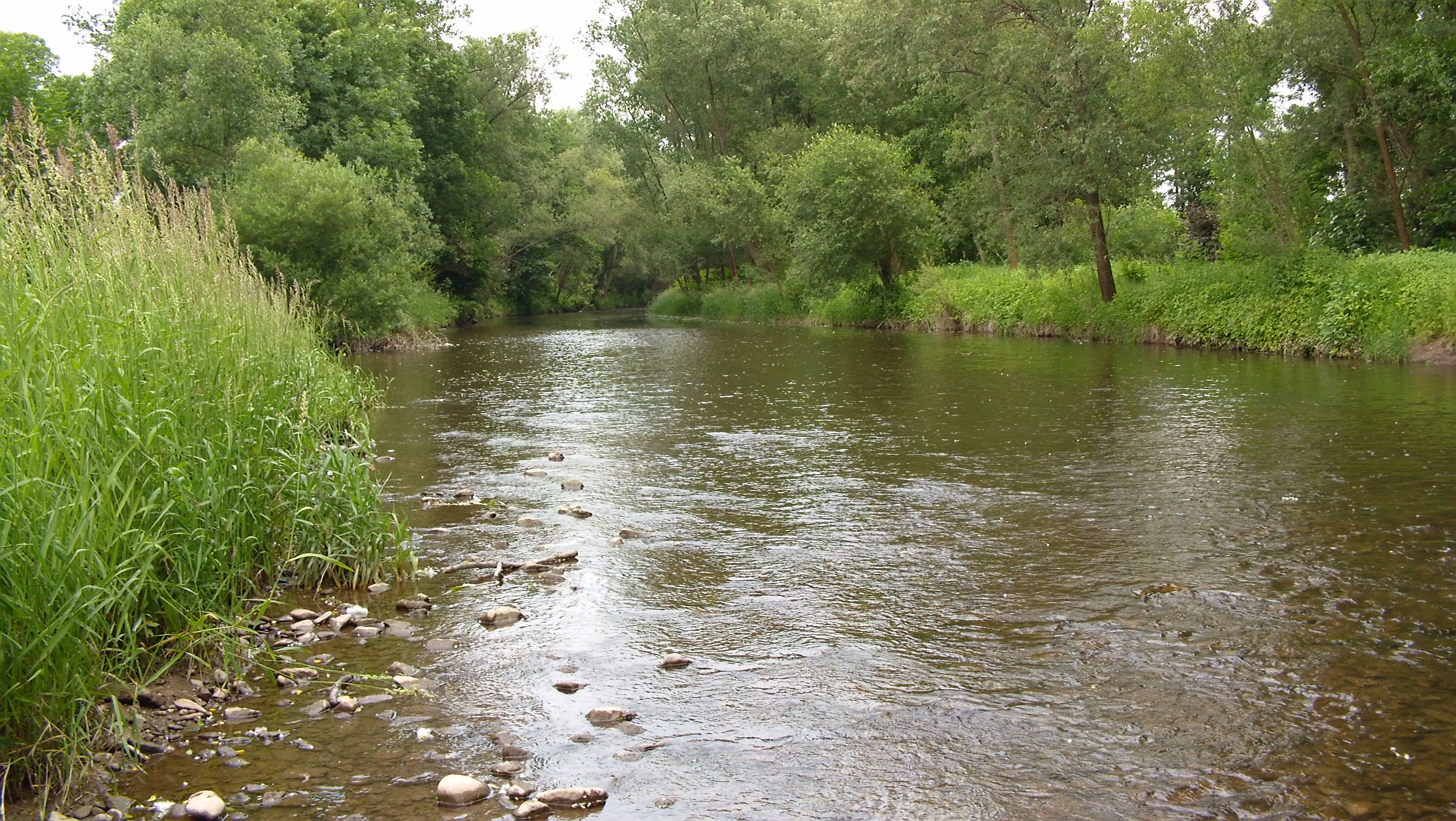
Die Oder im Bereich Wulften

Wulften am Harz liegt am südwestlichen Rand des Harzes bzw. am nordwestlichen Ende des Rotenbergs und wird in Ost-West-Richtung von der Oder durchflossen. Die nächstgelegenen Städte sind Osterode am Harz (12 km), Herzberg am Harz (15 km) und Göttingen (30 km).

## Geschichte
- Wulften am Harz wird im Jahr 889 erstmals erwähnt, als der ostfränkische König Arnulf von Kärnten Adalgar als den Gaugrafen des Lisgau mit den Orten Kalefeld und Wulften am 6. Juli 889 belehnte.
- 1502 wurde die St. Aegidienkirche durch die Edlen von Hardenberg als Patronatsherren errichtet.
- 1567 kam Wulften politisch zum welfischen Fürstentum Grubenhagen. Mit der kirchlichen Eingliederung in das Amt Herzberg wurde 1590/91 auch die lutherische Reformation eingeführt (2004 sind 78,5 % der Einwohner ev.-luth. Konfession).
- 1626 ging Tilly am Vortag der Schlacht bei Lutter am Barenberge bei Wulften über die Oder. Mehrfache Brandschatzung gab es im Dreißigjährigen Krieg.
- Im Siebenjährigen Krieg von 1756–1763 gab es eine teilweise Zerstörung der St.-Aegidien-Kirche.
- 1807–1813 gehörte Wulften zum Königreich Westphalen (Departement des Harzes), 1815–1866 zum Königreich Hannover, 1866–1946 zur preußischen Provinz Hannover und seit 1946 gehört es zum Land Niedersachsen.
- Am 1. Dezember 1868 erhielt Wulften mit der Eröffnung der Bahnlinie Northeim–Herzberg (Südharzstrecke) Bahnanschluss. Die Eisenbahnstrecke Duderstadt–Wulften (Bahnstrecke Leinefelde–Wulften) wird am 31. Oktober 1889 eröffnet.
- 1933 begann die Zeit des Nationalsozialismus auch in Wulften. Mit Polizeiverfügung vom 7. Juli 1933 wurden alle demokratischen Mitglieder der Gemeindevertretung entlassen. Das NS-Regime endete in Wulften am 10. April 1945 mit der Befreiung durch Soldaten der 9. US-Armee.
- Seit 1972 ist die Gemeinde Wulften Mitgliedsgemeinde der Samtgemeinde Hattorf am Harz.
- Seit dem 1. Oktober 2004 lautet der amtliche Name der Gemeinde Wulften am Harz.[2]

Seit dem Zusammenschluss der Landkreise Osterode am Harz und Göttingen am 1. November 2016 gehört Wulften am Harz zum Landkreis Göttingen.

### Ortsname
Die Etymologie des Namens bleibt spekulativ. Als Ausgangsform wäre Wolb-tun vorstellbar, was sich mit Siedlung auf einer Bodenwelle übersetzen lässt. Die Genese des Toponyms (in Auszügen): 889 „Wolfenni“ (Abschrift aus dem 15. Jh.), 990 „Uolftune“, 1270 „Wlftene“, 1409 „Wulfften“, 1590 „Wulften“.

### Einwohnerentwicklung
| 1975                        | 2034 | 2011 | 1930 | Hier fehlt eine Grafik, die leider im Moment aus technischen Gründen nicht angezeigt werden kann. Wir arbeiten daran! |
| 1980                        | 1991 | 2012 | 1926 | Hier fehlt eine Grafik, die leider im Moment aus technischen Gründen nicht angezeigt werden kann. Wir arbeiten daran! |
| 1985                        | 2006 | 2013 | 1893 | Hier fehlt eine Grafik, die leider im Moment aus technischen Gründen nicht angezeigt werden kann. Wir arbeiten daran! |
| 1990                        | 1981 | 2014 | 1869 | Hier fehlt eine Grafik, die leider im Moment aus technischen Gründen nicht angezeigt werden kann. Wir arbeiten daran! |
| 1995                        | 1969 | 2015 | 1874 | Hier fehlt eine Grafik, die leider im Moment aus technischen Gründen nicht angezeigt werden kann. Wir arbeiten daran! |
| 2000                        | 2027 | 2016 | 1834 | Hier fehlt eine Grafik, die leider im Moment aus technischen Gründen nicht angezeigt werden kann. Wir arbeiten daran! |
| 2005                        | 2068 | 2017 | 1816 | Hier fehlt eine Grafik, die leider im Moment aus technischen Gründen nicht angezeigt werden kann. Wir arbeiten daran! |
| 2010                        | 1942 |      |      | Hier fehlt eine Grafik, die leider im Moment aus technischen Gründen nicht angezeigt werden kann. Wir arbeiten daran! |
| Quelle: Jahre 1975 bis 2016 |      |      |      | Hier fehlt eine Grafik, die leider im Moment aus technischen Gründen nicht angezeigt werden kann. Wir arbeiten daran! |

## Politik

### Gemeinderat
Der Gemeinderat setzt sich aus elf Ratsfrauen und Ratsherren zusammen (Veränderungen zu 2016).
- SPD: 4 Sitze (−2)
- CDU: 3 Sitze
- Wählergruppe „Zukunft Wulften“: 4 Sitze (+2)

(Stand: Kommunalwahl am 12. September 2021)

### Wappen, Flagge, Banner und Siegel

Wappen
Hissflagge
Banner
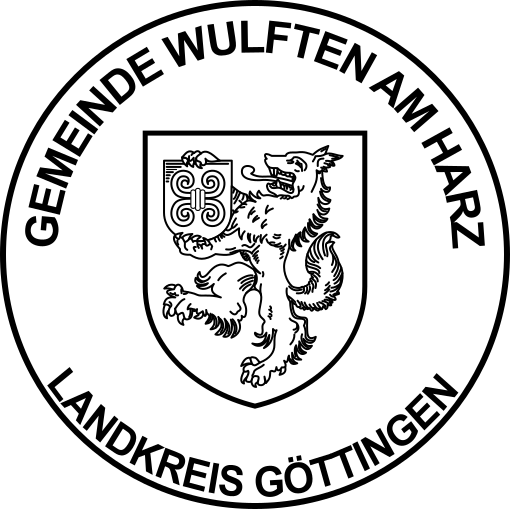
Siegel

Blasonierung: „In Blau ein aufrecht schreitender rot bewehrter Wolf in Silber (Weiß), der in seinen Vorderpranken ein goldenes (gelbes) Wappen mit einem roten Maueranker zeigt.“
Das vom Heraldiker Gustav Völker entworfene Wappen wurde vom niedersächsischen Ministerium des Inneren am 27. Juli 1956 genehmigt.
Das Wort Wolf (althochdeutsch Wulf) steht Pate für den Ortsnamen Wulften; es handelt sich demnach um ein sogenanntes „redendes Wappen“. Die Schildfarbe Blau symbolisiert die Oder, die durch die Gemeinde fließt. Der kleine Schild mit dem Maueranker erinnert an die frühere Herrschaft Plesse, welche bis 1312 das Patronat über die Kirche in Wulften hatten.
Beschreibung der Flagge: „Die Flagge ist hellblau-weiß-hellblau im Verhältnis 1:2:1 quergestreift mit dem aufgelegten Wappen in der Mitte zum Liek hin verschoben.“
Beschreibung des Banners: „Das Banner ist hellblau-weiß-hellblau im Verhältnis 1:3:1 längsgestreift mit dem aufgelegten Wappen oberhalb der Mitte.“
Beschreibung des Siegels: „Das Dienstsiegel enthält das Wappen und die Umschrift „Gemeinde Wulften am Harz, Landkreis Göttingen“.“

### Partnergemeinden
Seit 1992 besteht eine Partnerschaft mit der französischen Gemeinde Neung-sur-Beuvron.

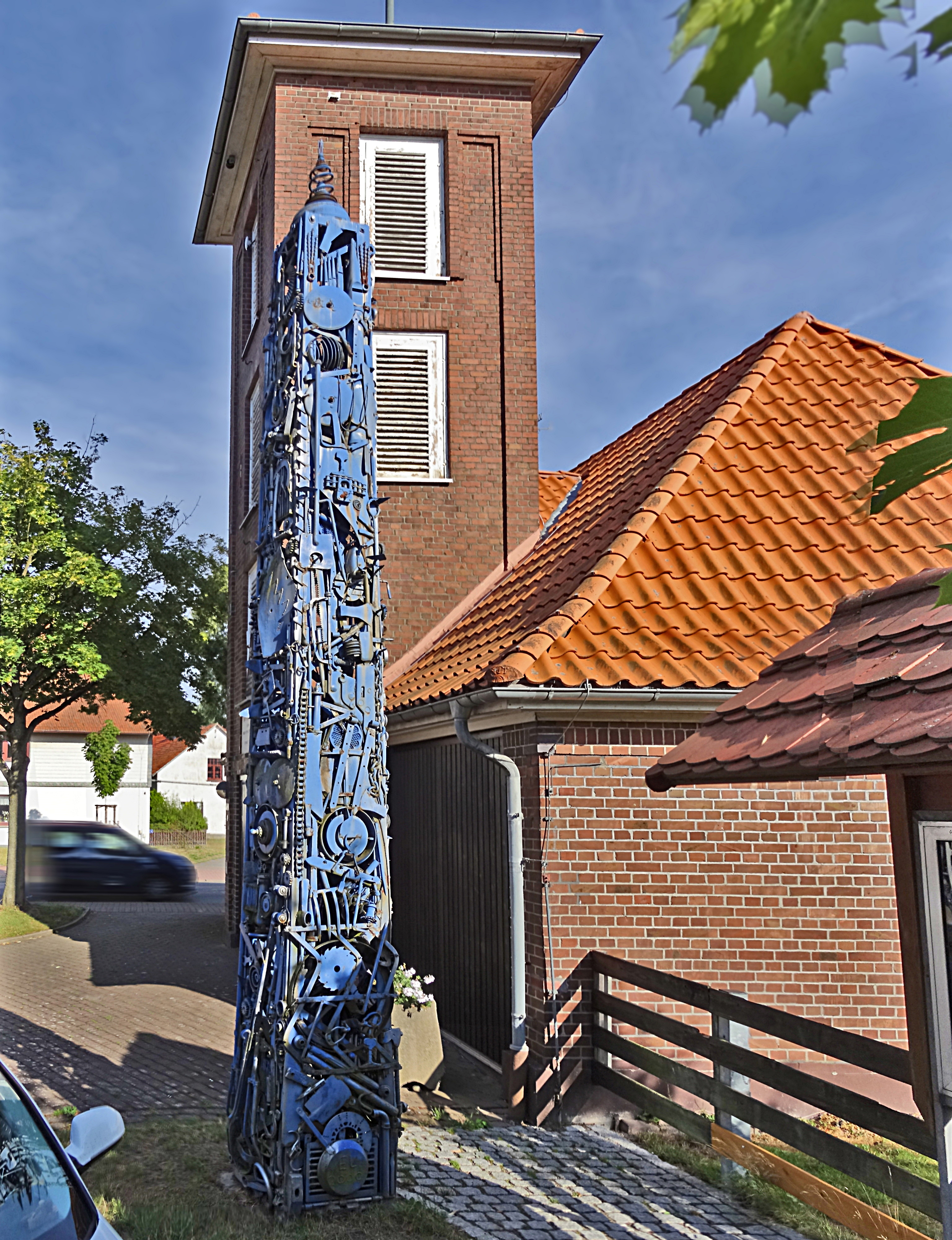
Obelisk zur 1111. Jahrfeier

## Wirtschaft und Infrastruktur
In Wulften haben zwei überregional tätige Unternehmen ihren Hauptsitz:
- Ehrhardt Reifen und Autoservice GmbH & Co. KG, Firmensitz und 27 Filialen, seit 2016 Teil der Pneuhage-Gruppe
- Gebr. Gropengießer, Bauunternehmen und Kieswerke

### Verkehrsanbindung
In Wulften gibt es einen Haltepunkt der Südharzstrecke. Die Bahnstrecke Leinefelde–Wulften ist inzwischen stillgelegt.

## Persönlichkeiten
- Hans Ernst Bütemeister (1750–1837), Oberamtmann in Diepholz.
- Eduard Borchers (1815–1902), Bergrat beim Berg- und Forstamt Clausthal.
- Heinrich Fehlis (1906–1945), Jurist und Befehlshaber der Sicherheitspolizei und des SD in Norwegen.